# 国重就信
国重 就信（くにしげ なりのぶ）は、江戸時代の武士。毛利氏の家臣で長州藩士。父は国重元恒。

## 生涯
寛永9年（1632年）、毛利氏家臣・国重就恒の子として生まれる。寛永20年（1643年）1月11日に毛利秀就から「七之助」の通称と「就」の偏諱を与えられて「就之」と名乗ったが、後に「就信」に名を改めた。
以後、毛利秀就、綱広、吉就、吉広、吉元の五代に仕え、宝永7年（1710年）9月26日に死去。享年79。子の恒信（長太郎、又右衛門）が後を継いだ。